# Nemeton
Een nemeton (meervoud nemeta, ook nimidas) was een sacrale ruimte van de oude Keltische religie en Germanen. Een Nemet was een vrije ruimte. Nemeta lijken zich voornamelijk te hebben gesitueerd op natuurlijke plaatsen (op open plekken in het woud, aan rivieren, bronnen enz.), en, aangezien men daar vaak bomen bij gebruikte, worden ze heel vaak ook als boomheiligdommen geïnterpreteerd.
Andere aanwijzingen laten echter vermoeden dat het woord een veel ruimere variatie aan rituele plaatsen inhield, zoals schrijnen en tempels.
Aanwijzingen voor het bestaan van nemeta zijn vooral uit votieve inscripties en plaatsnamen afkomstig, zoals die in de hele Keltische wereld voor komen. Toponiemen met het woord nemeton vindt men terug van het Spaanse Galicië tot Schotland en tot in Turkije toe. Het woord houdt verband met de naam van de Nemeten, een Keltische stam die aan de Rijn leefde tussen de Palts en het Bodenmeer in wat thans Duitsland is, en met hun godin Nemetona.

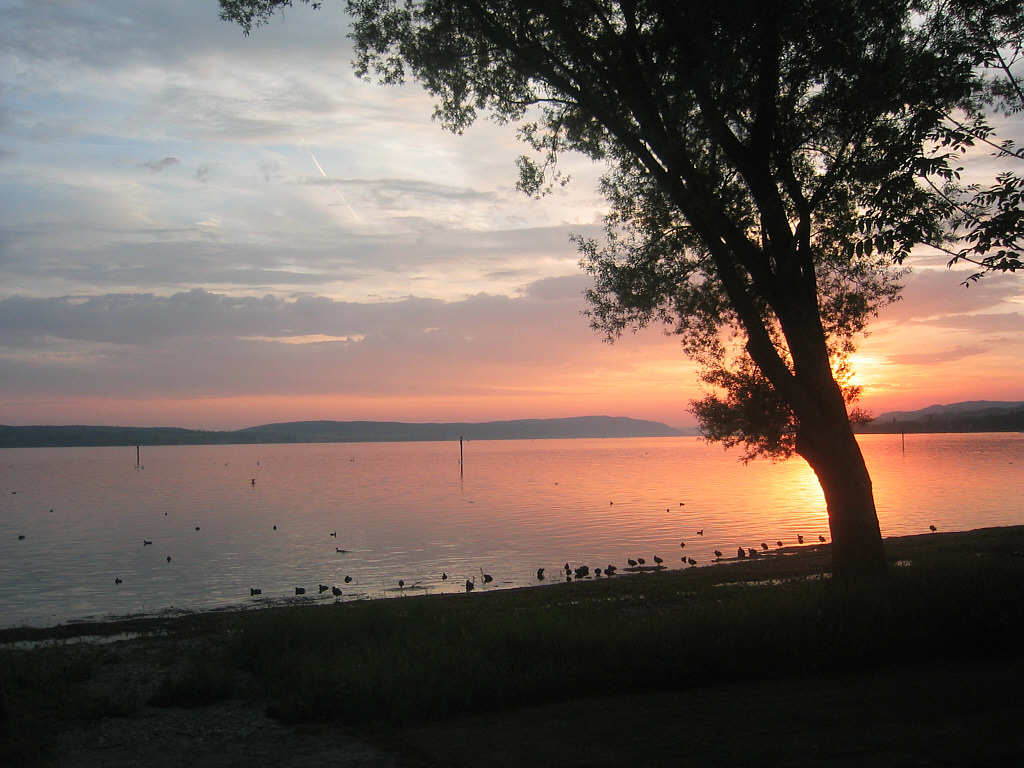
Bodenmeer bij valavond

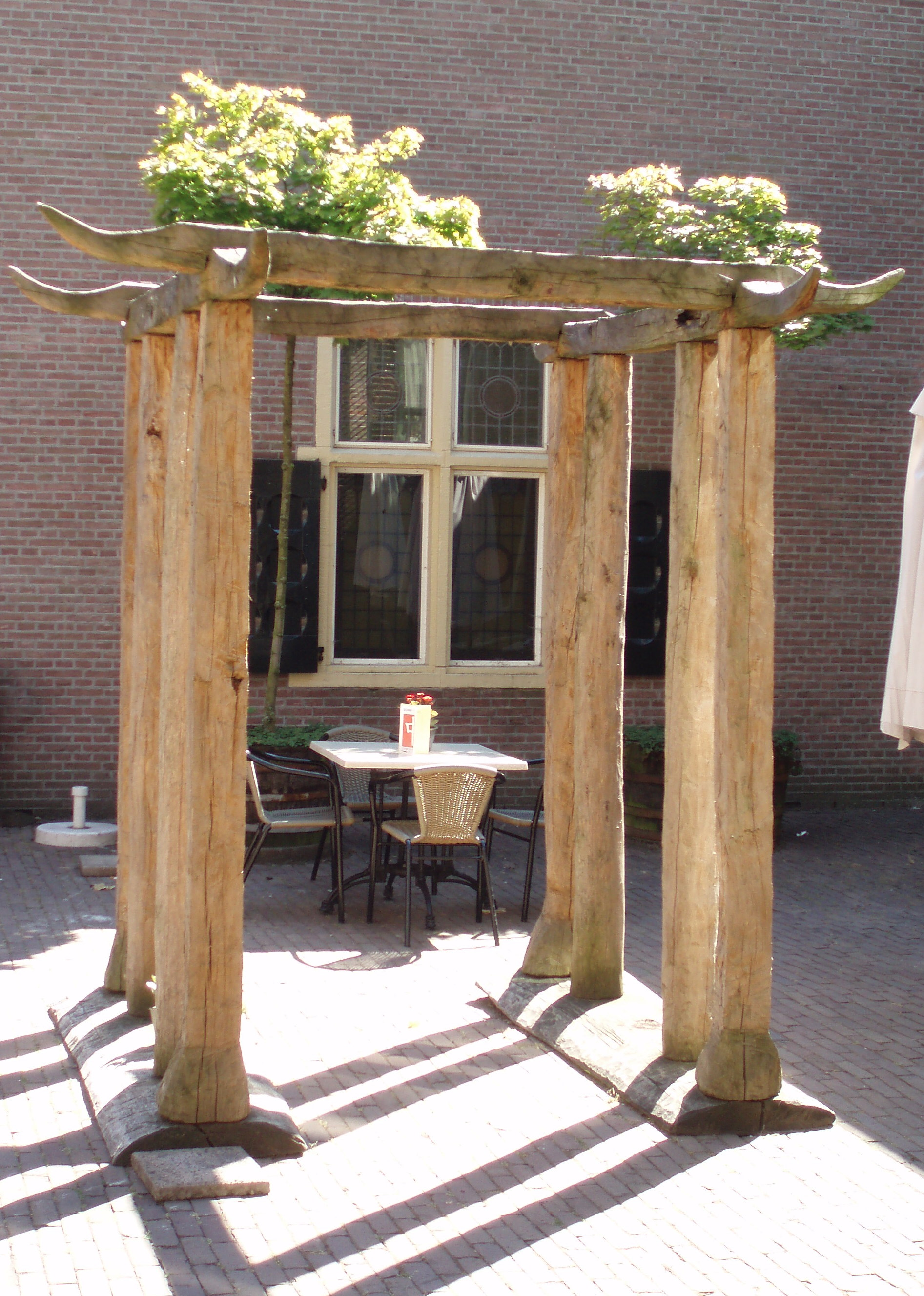
Tempeltje van Barger-Oosterveld

## Beschrijvingen van destijds
Plinius en Lucanus schreven al dat druïden niet in stenen tempels of andere constructies, maar in boomheiligdommen vergaderden. In zijn Pharsalia beschrijft Lucanus een dergelijke heilige plaats nabij Massilia in een dramatische stijl die eerder bedoeld was om bij zijn Romeinse toehoorders rillingen van blije bewondering op te roepen dan om de plaats echt natuurhistorisch te beschrijven:
Geen vogel nestte in het nemeton, noch lag nabij een dier op de loer; de blaren ruisten er constant, al was er geen briesje dat hen daartoe dreef. Altaren stonden in het midden, en afbeeldingen van de godheden. Elke boom werd met offerbloed getekend. De aarde zelf gromde, dode taxusbogen herleefden; bomen werden door vuur omringd zonder te verteren, en grote slangen krulden rond de eiken. Mensen vreesden het heiligdom te benaderen, en zelfs de priester zou er niet op de middag of om middernacht naartoe gaan, tenzij om er zijn goddelijke bewaker te ontmoeten.

## Voorbeelden
Beschrijvingen van dergelijke sites vindt men over heel de Keltische wereld verspreid. Geattesteerde voorbeelden zijn Nemetobriga nabij Ourense in het noordwesten van Spanje, Drunemeton in Galatië, en Medionemeton nabij de Muur van Antoninus in wat thans Schotland is.
- Mars Lucetius ("Lichtende Mars") als Rigonemeti ("Koning van het boomheiligdom") en Nemetona worden geattesteerd in Romeinse inscripties in Nettleham, nabij Lincoln, en in Bath, waar een man uit de stam van de Treveri een votiefaltaar voor Mars Loucetius en Nemetona oprichtte, om een gelofte te vervullen.
- Een nemeton zit in de Romeinse plaatsnaam Vernemeton (thans Willoughby-on-the-Wolds, Nottinghamshire) vervat en in referenties uit 1194 van Nametwihc, "Heiligdomstad" (Nantwich, Cheshire).[6]
- In Schotland, zijn plaatsnamen met nemeton vrij frequent,[7] zoals ook in Devon, waar ze in moderne namen met Nymet en Nympton zijn terug te vinden, en die geïdentificeerd zijn met Nemetostatio in de Ravenna kosmografie.
- Een zeer bekende nemetonsite is te vinden in het Névet woud nabij Locronan in Bretagne (cf. Modern Bretoens neved 'heiligdom', Welsh nyfed). Gournay-sur-Aronde, in het Frans department van de Oise, herbergt ook overblijfselen van een nemeton. Echo's van het woord nemeton leven voort in talloze Franse plaatsnamen zoals Novionemetum (noviios 'nieuw') dat evolueerde tot Nonant, Nonant-le-Pin, etc., *Nemeto-pons, met het Latijnse pons 'brug' : Nampont en Nemetodurum 'deur' of 'forum van de tempel' : Nanterre. In Parijs werd melding gemaakt van "Namet" in een regel van doggerel uit circa 1270, als de oude naam voor het Quartier du Temple op de rechter over.[8]
- In Ierland was een kapel Nemed in Armagh en een andere bevond zich op SliabnFhuait.[9]
- Nemetons hebben eveneens bestaan in het Nabije Oosten in het Gallische Galatië in Anatolië, waar Strabo de naam van de ontmoetingsplaats van de raad van Galaten als Drunemeton van vernoemt.[10]
- Het woord vormt ook een deel van Arnemetia, de godin van een Britse stam uit het huidige Derbyshire[11].

## In fictie
Het Nemeton Klooster is opgedoken in de videospelserie Shadow Hearts.